# JA Vichy
Jeanne-d'Arc de Vichy Val d'Allier Auvergne Basket, poznatiji kao JA Vichy, košarkaški je klub iz francuskog grada Vichyja. Klub je osnovan 1933. godine.
JA Vichy svoje domaće utakmice igra u dvorani "Palais des Sports Pierre Coulon", kapaciteta 3.300 gledatelja.

## Uspjesi
- Kup pobjednika kupova - finalist (1970.)
- Pobjednik francuskog kupa: 1969., 1970.
- Doprvak Francuske: 1969.

## Vanjske poveznice
- Službena stranica  Arhivirana inačica izvorne stranice od 17. prosinca 2008. (Wayback Machine) (fr.)